# 埃克拉克
埃克拉克是德国石勒苏益格－荷尔斯泰因州的一个市镇。总面积15.60平方公里，总人口307人，其中男性150人，女性157人（2011年12月31日），人口密度20人/平方公里。